# 中國城市基礎設施
中國城市基礎設施集團有限公司，簡稱「中國城市基礎設施集團」和「中國城市基礎設施」（英語：China City Infrastructure Group Limited，港交所：2349），前稱「中國植物開發控股有限公司」和「中國水務地產集團有限公司」，在2008年5月9日，由華園控股有限公司更名而來，為中國水務集團有限公司聯營公司。
董事長為李朝波（页面存档备份，存于），首席執行官為王文霞。主要業務在中國內地從事與環保、清潔能源及中國城市化發展等有關的基礎設施業務，包括天然氣及房地產相關業務，而當時經營食品製造、研究和開發、銷售及分銷業務，包括家禽、植物、糖業、海產等已終止。
2014年12月31日，該公司以6000萬元人民幣，收購位於中國湖南省郴州市永興縣及汝城縣，經營天然氣管網以及管道天然氣銷售輸配工程，兩家公司為「永興中天燃氣有限公司」和「汝城中天燃氣有限公司」。

## 外部連結
- city-infrastructure.com/（页面存档备份，存于）